# Sonata na wiolonczelę solo Kodálya

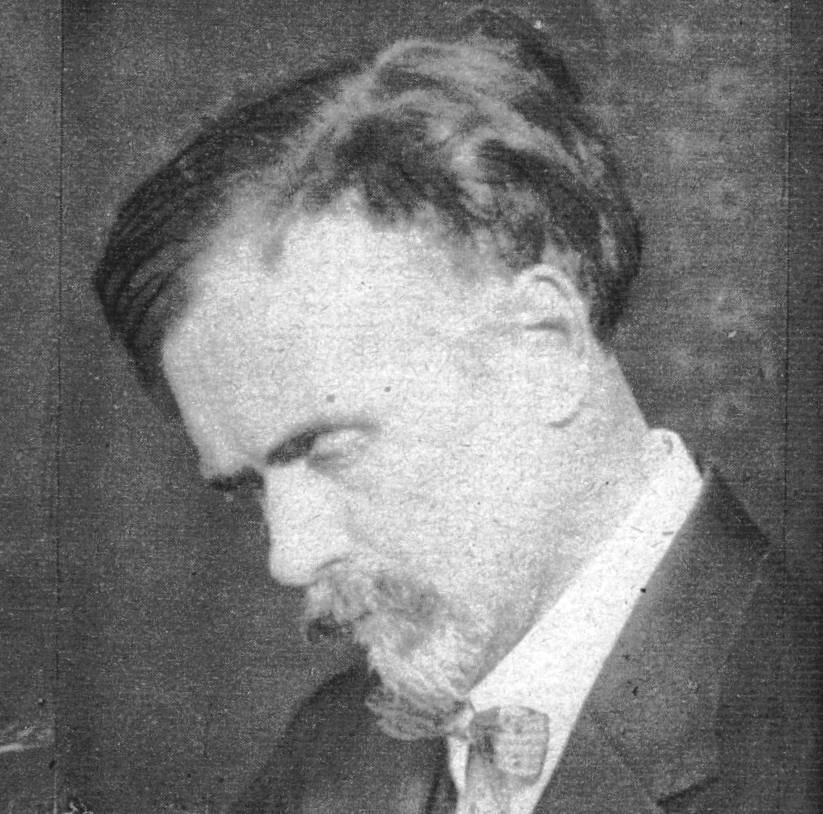
Zoltán Kodály – kompozytor sonaty

Sonata na wiolonczelę solo op. 8 – utwór wiolonczelowy węgierskiego kompozytora Zoltána Kodálya. Premierowe wykonanie miało miejsce w 1918 roku, a drukiem wydano sonatę w 1921 roku. Sonata Kodálya jest powszechnie uważana za największe z dzieł skomponowanych na wiolonczelę solo od czasów suit na wiolonczelę Johanna Sebastiana Bacha. 
W utworze można znaleźć echa twórczości Debussy'ego i Bartóka oraz nawiązania do węgierskiej muzyki ludowej.

## Prawykonanie
Sonata została skomponowana w 1915 roku, ale wydarzenia I wojny światowej opóźniły premierę. Prawykonanie miało miejsce w Budapeszcie 7 maja 1918 roku, a solistą był Jenő Kerpely (1885-1954; znany także jako Eugène de Kerpely), któremu utwór był dedykowany. Kerpely był wiolonczelistą kwartetu Waldbauer-Kerpely, który po raz pierwszy prezentował także m.in. cztery kwartety Beli Bartóka. Nuty opublikowało w 1921 roku w Wiedniu wydawnictwo Universal Edition.

## Popularność
Utwór długo pracował na popularność. W 1956 roku sonata została obowiązkowym utworem w konkursie wiolonczelistów Pablo Casalsa w Meksyku. Calum MacDonald komentując znaczenie utworu napisał:

Gdyby nawet Kodály nie napisał niczego poza tą wspaniałą sonatą, nadal zasługiwałby na miano jednego z największych muzycznych geniuszy Węgier.

## Części
Sonata składa się z trzech części oznaczonych
- I. Allegro maestoso ma appassionato
- II. Adagio (con gran espressione)
- III. Allegro molto vivace

W licznych wykonaniach część trzecia jest skracana.

## Tonacja
Utwór został skomponowany w tonacji h-moll, często przechodzącej w H-dur. Sonata wymaga przestrojenia dwóch najgrubszych strun wiolonczeli w dół o półton, czym kompozytor chciał umożliwić użycie tonacji H, poszerzyć skalę instrumentu i zwiększyć możliwości ekspresji.

## Nagrania
Sonatę nagrywali liczni wiolonczeliści, m.in. Erling Blöndal Bengtsson, Natalie Clein, Antony Cooke, Pierre Fournier, Alban Gerhardt, Matt Haimovitz, Frans Helmerson, Yo-Yo Ma, George Neikrug, David Pereira, János Starker, Yuli Turovsky, Alisa Weilerstein i Pieter Wispelwey.
János Starker wykonał utwór po raz pierwszy dla kompozytora w wieku 15 lat w 1939 roku, a następnie w 1967 roku, krótko przed śmiercią Kodálya. Nagranie płytowe z 1948 roku zostało uhonorowane prestiżową Grand Prix du Disque, a po nim nastąpiły jeszcze nagrania z 1950, 1956 i 1970 roku.